# Sandra and Andres
Le duo est notamment connu pour avoir participé au Concours Eurovision de la chanson 1972 avec la chanson Als het om de liefde gaat. Ce morceau existe également en versions allemande, laquelle version s'intitule Was soll ich tun, et française, laquelle version s'intitule C'est pour demain.